# Мавковичи
Мавковичи (укр. Мавковичі) — село в Городокской городской общине Львовского района Львовской области Украины.
Население по переписи 2001 года составляло 1189 человек. Занимает площадь 1,19 км². Почтовый индекс — 81550. Телефонный код — 3231.